# John Neely Johnson

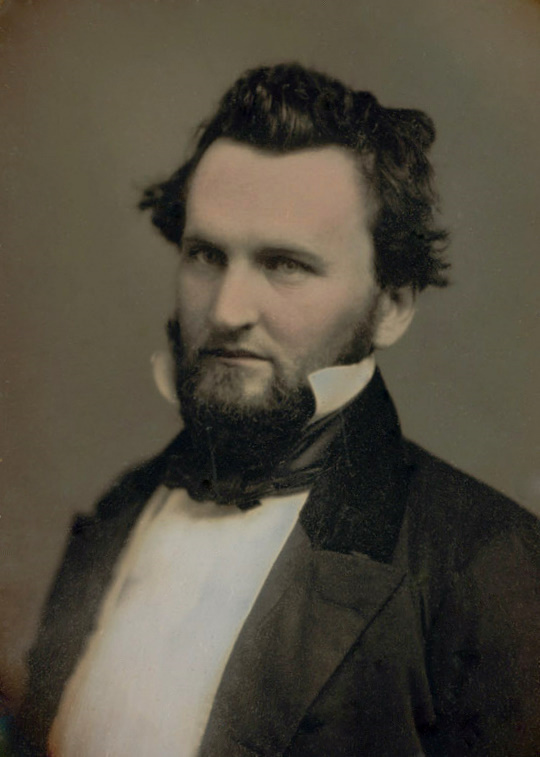
John Neely Johnson

John Neely Johnson (* 2. August 1825 im Gibson County, Indiana; † 31. August 1872 in Salt Lake City, Utah) war ein US-amerikanischer Jurist und Politiker. Johnson war von 1856 bis 1858 der vierte Gouverneur von Kalifornien und von 1867 bis 1871 Richter am Obersten Gerichtshof des Staates Nevada. Er war Mitglied der kurzlebigen Know-Nothing Party und einer von zwei Gouverneuren Kaliforniens, die es schafften, für eine dritte Partei in dieses Amt gewählt zu werden (der andere war Hiram Johnson, Gouverneur von 1911 bis 1917, für die Progressive Party).

## Jugend
Der junge Johnson absolvierte ein Jurastudium, das er im Alter von 21 Jahren in Iowa erfolgreich abschloss. Im Juli 1849 unterbrach er seine juristische Laufbahn, der Kalifornische Goldrausch erfasste auch ihn. Er versuchte sich wenig erfolgreich als Goldgräber. Dann ließ er sich in Sacramento nieder und nahm seine juristische Laufbahn wieder auf. Im Alter von 25 Jahren (1850) wurde er zum Staatsanwalt des Bezirks Sacramento gewählt. Zwei Jahre später beschloss er politisch aktiv zu werden und kandidierte für die Parlamentswahlen 1852 für die Demokratische Partei. Nach gewonnener Wahl zog er dann als Abgeordneter für Sacramento in die California State Assembly ein.

## Abgeordneter
Bekannt wurde er zunächst, als er gegenüber einem Journalisten, der einen negativen Artikel über ihn verfasst hatte, handgreiflich wurde. 1854 erreichten die Auseinandersetzungen zwischen den Nord- und Südstaaten auch Kalifornien. Die Demokratische Partei zerfiel in zwei gegnerische Lager und Johnson war darüber dermaßen frustriert, dass er aus der Partei austrat und sich der neuen sogenannten Know-Nothing Party anschloss. Diese Partei nominierte ihn bereits 1855 für die anstehenden Gouverneurswahlen gegen den Amtsinhaber John Bigler, der eine dritte Amtszeit anstrebte. Johnson gewann die folgenden Wahlen mit deutlichem Vorsprung. Gleichzeitig wurde seine Partei stärkste Kraft in allen politischen Gremien des Landes.

## Gouverneur
Am 9. Januar 1856 wurde Johnson als vierter Gouverneur von Kalifornien in sein Amt eingeführt. Mit 30 Jahren ist er bis heute der bei Amtsantritt jüngste Gouverneur Kaliforniens geblieben. Sein erstes Ziel als Gouverneur war der Abbau der Staatsverschuldung, die er von seinem Vorgänger übernommen hatte. Zu diesem Zweck wollte er die Staatsausgaben drastisch kürzen. Johnsons Amtszeit wurde aber von bürgerkriegsähnlichen Unruhen in der Stadt San Francisco überschattet. Dort hatte es schon vor seiner Amtszeit Aufstände unzufriedener Bürger gegen die offene Korruption gegeben. Zum Erreichen dieses Zieles hatten sich die Bürger zu einem Komitee zusammengeschlossen. Es kam in der Folge zu gewalttätigen Ausschreitungen einschließlich einiger Lynchmorde zwischen den Bürgern und den örtlichen Behörden, denen zeitweise auch der Gouverneur machtlos gegenüberstand. Die Krise wurde schließlich mit dem Consolidation Act von 1856 beigelegt. Dieses Gesetz vereinigte die städtischen Behörden der Stadt San Francisco mit denen des angrenzenden Bezirks. Ziel war die Eindämmung der Korruption. Das zwischenzeitlich schlechte Krisenmanagement des Gouverneurs in dieser sogenannten Vigilante Crisis kostete ihn das Vertrauen seiner Partei und seiner Wähler. Für die nächsten Wahlen wurde er nicht wieder für das Amt des Gouverneurs nominiert. Bald darauf kam auch das Ende seiner Partei, die mehr oder weniger in der Republikanischen Partei aufging. Erwähnenswert ist noch, dass unter Gouverneur Johnson mit den Planungen für das Capitol in Sacramento begonnen wurde.

## Nevada
Nach Ablauf seiner Amtszeit verließ er Kalifornien und zog in das Utah-Territorium, das bald darauf neu eingeteilt wurde. Bei dieser Neueinteilung entstand das Nevada-Territorium. Bald darauf brach im Jahr 1861 der Amerikanische Bürgerkrieg aus. Vor diesem Hintergrund gab es Überlegungen, Nevada zu einem Bundesstaat der Union zu machen. Johnson wurde zum Vorsitzenden eines in Carson City tagenden Konvents gewählt, der über den Beitritt des Gebiets zur Union beraten sollte. Auch mit Johnsons Hilfe beschloss dieser Konvent den Beitritt Nevadas zur Union, der dann am 31. Oktober 1864 vollzogen wurde. 1867 wurde Johnson von Henry G. Blasdel, dem Gouverneur von Nevada, zum Richter am Obersten Gericht des Landes ernannt. Dieses Amt behielt er bis 1871.

## Tod
Nach seinem Ausscheiden aus diesem Amt verschlechterte sich sein Gesundheitszustand rapide. Schließlich starb er am 31. August 1872 in Salt Lake City im Alter von 47 Jahren.